# Unser stiller Mann
Unser stiller Mann ist ein deutscher Film der DEFA von Bernhard Stephan aus dem Jahr 1976 nach dem gleichnamigen Hörspiel von Arne Leonhardt aus dem Jahr 1970.

## Handlung
Die Straßenbaubrigade Trumpolt, soeben für ihre guten Leistungen ausgezeichnet, bekommt einen neuen Mitarbeiter. Es ist Wenzel Heiseke, dem der Ruf vorausgeht, ein Großmaul zu sein. In seiner bisherigen Brigade ist er wegen seiner kritischen Worte weggelobt worden. Verständlicherweise ist Wenzel Heiseke über diese „Versetzung“ tief beleidigt. Seine Konsequenz: Er wird in der neuen Brigade kein Wort mehr sprechen. Das löst einige Verwirrung aus, denn man hatte sich darauf eingestellt, einen Widerspenstigen zu zähmen. Der Brigadier Trumpolt muss bald erkennen, dass sich mit Kaltschnäuzigkeit und Tricks auf die Dauer keine sozialistische Brigade zusammenhalten lässt. Auch die anderen Kollegen beginnen, durch den schweigsamen Mann provoziert, über sich und ihr Leben nachzudenken, erkennen schließlich, dass ihre Methoden am äußersten Rande der Legalität, in einem sozialistischen Kollektiv fehl am Platze sind. Wenzel, der bereits seine Sachen gepackt hat, um diese Baustelle wieder zu verlassen, wird von seinen Kollegen zurückgeholt.

## Produktion
Unser stiller Mann wurde von der Künstlerischen Arbeitsgruppe „Babelsberg“ auf ORWO-Color gedreht und hatte am 12. August 1976 im Berliner Kino International Premiere.

## Kritik
Günter Sobe fragt sich in der Berliner Zeitung, ob sich Bernhard Stephan eigentlich darüber klar war, wo er mit seinem Stillen Mann hinwollte? Sobe wird’s nicht recht klar. Irgendwie hält sich die Geschichte merkwürdig in der Schwebe, wenn auch eine gewisse sozialkritische Einfärbung nicht ganz zu übersehen ist. Da des Stillen stummes Leinwanddasein aber kaum Gleichnishaftigkeit gewinnt und er auch in Szenen den Taubstummen mimen muss, in denen sein Schweigen den gewünschten Effekt nicht erreicht. wirkt er als der Positive, der er denn sein soll, von Zeit zu Zeit bedauernswert befremdlich. Das Lexikon des internationalen Films bezeichnet den Film als thematisch interessantes Gegenwartsstück, das trotz mancher künstlerischer Mängel, Probleme der Arbeitswelt unverkrampft und mit Humor behandelt.